# قرآن کوفی سمرقند

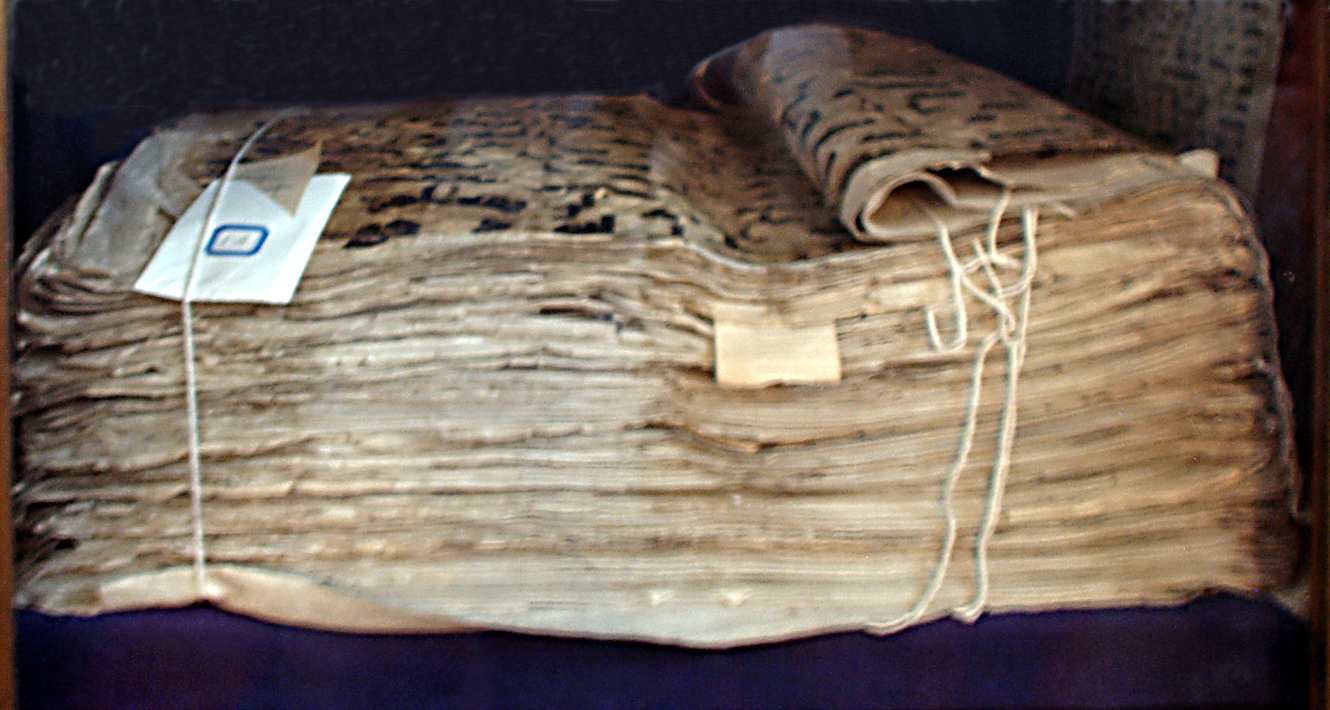
نسخه خطی سمرقند که در تاشکند نگهداری می‌شود.

قرآن کوفی سمرقند (انگلیسی: Samarkand Kufic Quran)، که با نام‌های قرآن عثمان، نسخه خطی سمرقند و قرآن تاشکند نیز شناخته می‌شود، یک نسخه خطی از قرآن مربوط به قرن هشتم میلادی است که به خط کوفی در منطقهٔ عراق امروزی نوشته شده است. مسلمانان ازبکستان اعتقاد دارند که این مصحف متعلق به عثمان بن عفان، سومین خلیفهٔ مسلمانان اهل سنت بوده و قدیمی‌ترین قرآن موجود در جهان است. این کتاب در حال حاضر در کتابخانهٔ موزهٔ «حضرت امام» در تاشکند ازبکستان نگهداری می‌شود.

## تاریخ‌گذاری
براساس مطالعات رسم‌الخطی و کتیبه‌شناسی، این نسخه خطی مربوط به قرن دوم هجری (قرن هشتم میلادی) یا به احتمال دیگر مربوط به آغاز قرن نهم هجری است. تاریخ گذاری پرتوکربنی با احتمال ۹۵/۴٪ تاریخ بین ۷۷۵ تا ۹۹۵ میلادی را نشان می‌دهد.

## تاریخچه
احادیث اشاره دارند که گردآوری و رونویسی از قرآن که به عنوان مصحف عثمان مشهور است، یکی از کارهایی بود که به دستور خلیفه سوم، عثمان انجام شده است. درستی این ادعا مورد پرسش است و هنوز هیچ مدرک تاریخی در تأیید آن ارائه نشده است. بنا به روایات، در سال ۶۵۱ یعنی ۱۹ سال پس از درگذشت محمد رسول‌الله، پیامبر اسلام، عثمان، انجمنی برای جمع‌آوری یک نسخه واحد و جامع از متن قرآن را تشکیل داد.
پنج نسخه از این قرآن رسمی به شهرهای بزرگ مسلمان در آن دوران فرستاده شد و عثمان یکی را برای استفاده خودش در مدینه نگه داشت. هر چند به احتمال قوی قرآن سمرقند یکی از آن رونوشت‌ها نیست. گمان می‌رفت تنها نسخه باقی مانده نسخه‌ای باشد که در قصرطوپقاپی در ترکیه نگهداری می‌شود، اما پژوهش‌ها نشان داده است که نسخه دست نوشت طوپقاپی نیز از قرن ششم میلادی نبوده و بسیار جدیدتر است.
پس از عثمان، علی ابن ابی‌طالب به خلافت رسید، کسی که قرآن عثمان را به کوفه که امروزه در عراق واقع است، برد. سرگذشت تاریخی این نسخه از قرآن، فقط از روایات شناخته شده است. طبق یکی از آنها، وقتی تیمورلنگ آن سرزمین را ویران کرد، قرآن را به عنوان گنجی از غنائم جنگی به پایتخت خود، سمرقند برد. طبق حکایتی دیگر، قرآن توسط شیخ خواجه احرار، صوفی بزرگ ترکستانی پس از اینکه خلیفه را درمان کرد، به عنوان هدیه از خلافت به سمرقند آورده شد. با این وجود، دانشمندان بر سر اینکه این مصحف متعلق به عثمان باشد، اختلاف نظر دارند.
این قرآن در مسجد خواجه احرار سمرقند، برای چهار قرن باقی ماند تا ۱۸۶۹، وقتی که ژنرال روسی آبراموو آن را از ملاهای مسجد خرید و به کنستانتین فن کاوفمن، استاندار ترکستان داد. کسی که آن را به کتابخانه امپراتوری در سن‌پترزبورگ (امروزه همان کتابخانه ملی روسیه) فرستاد. این کتاب مورد توجه شرق شناسان قرار گرفت و در پایان در سال ۱۹۰۵ یک نسخه رونوشت دقیق از آن در سن‌پترزبورگ تهیه شد. ۵۰ رونوشت به سرعت کمیاب شد. نخستین شرح و تاریخ گذاری جامع نسخه دست نوشت توسط شرق‌شناس روسی شبونین در ۱۸۹۱ انجام شد.

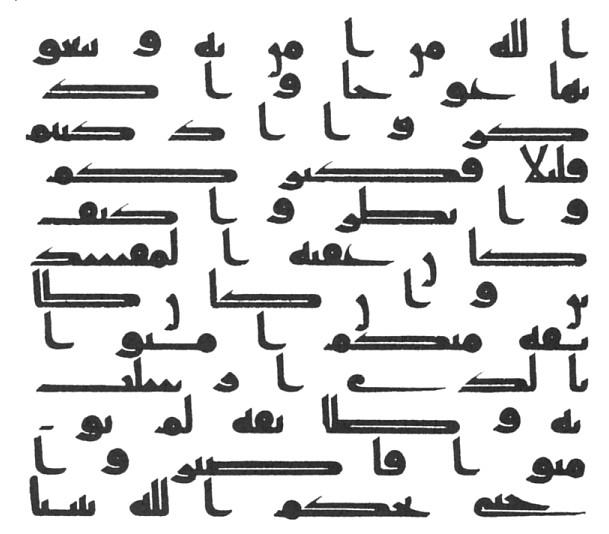
قرآن عثمان، سوره ۷، الاعراف آیات ۸۶ و ۸۷

بعد از انقلاب اکتبر، ولادیمیر لنین در یک حرکت برای حسن‌نیت نسبت به مسلمانان روسیه، قرآن را به مردم اوفا در باشقیرستان داد. پس از درخواست‌های مکرر مردمِ جمهوری سوسیالیستی شوروی ترکستان مستقل، قرآن در سال ۱۹۲۴ به آسیای مرکزی به تاشکند برگردانده شد و هم‌اکنون در آنجا است.

## وضعیت کنونی
نسخه خطی پوستی هم‌اکنون در کتابخانه مسجد «تل‌یاشایاخ»، در منطقهٔ قدیمی «امام خواست» (حضرتی امام) نزدیک مقبرهٔ علامه قرن دهم قفال ششی در تاشکند ازبکستان نگهداری می‌شود.
نسخه خطی ناقص است: این مصحف از میان آیه ۷ سوره دوم شروع شده و در پایان سورهٔ ۴۳ آیهٔ ۱۰ تمام می‌شود. نسخه خطی در هر صفحه بین ۸ تا ۱۲ خط دارد که قدمت آن را نشان می‌دهد و متن بدون هیچ گونه نقطه‌گذاری و حرکت‌گذاری عربی است.